# ラシェル・フェリックス
ラシェル・フェリックス（Rachel Félix、1821年2月21日 - 1858年1月3日）はフランスの女優。

## 生涯
アルザス出身のユダヤ系の行商人の娘として出張先のスイスで生まれる。幼い頃から両親の行商に同行し、姉妹と共に歌や踊りで小銭を稼いでいた。
その後父親の伝で音楽家だったアレクサンドル＝エティエンヌ・ショロンの個人教授を受け、12歳で初舞台を踏む。17歳の時にテアトル・フランセのオーディションに合格して4年後には正団員にまでなり、古典演劇で主役級を張った。
1849年にテアトル・フランセを退団してからは内外を旅行し、ロンドンでは大統領に当選する前のルイ・ナポレオンに邂逅。私生活では第二帝政下で外務大臣などの重職を経験したアレクサンドル・ヴァレフスキやナポレオン3世の従弟であるナポレオン公爵とも浮き名を流し、ヴァレフスキとの間にアレクサンドル、アルセチュール・ベルトラン（アンリ・ガティアン・ベルトラン元帥の息子）との間にヴィクトル・ガブリエルをもうけている。